# Bellinzona
Bellinzona (en llombard Belinzona, en italià Bellinzona, en francès Bellinzone, en alemany arcaic Bellenz i Bilitio en llatí) és la capital del cantó de Ticino de Suïssa. La ciutat es troba a l'est del riu Ticino, als peus dels Alps. S'estén al llarg de la vall del riu, envoltada pel massís de Sant Gottard. Està situada a l'est del cantó i és una important cruïlla de camins cap als passos alpins de Sant Gottard, de Lucomagno, del San Bernardino i de la Novena. La ciutat és famosa pels seus tres castells (Castelgrande, Montebello i Sasso Corbaro), restaurats per l'arquitecte Aurelio Galfetti, que l'any 2000 foren declarats Patrimoni de la Humanitat per la UNESCO.
El desembre de 2007, la ciutat tenia 17.111 habitants. En aquest cens, el 30,6 per cent eren estrangers, en la seva majoria italians. L'àrea metropolitana de Bellinzona té una població de 47.128 habitants, repartits en 16 municipis. En 2017 11 viles del districte (Camorino, Giubiasco, Gnosca, Gorduno, Gudo, Moleno, Monte Carasso, Pianezzo, Preonzo, Sant'Antonio, Sementina) i Claro (al districte de Riviera) es van incorporar al municipi de Bellinzona